# Leptoconops bequaerti
Leptoconops bequaerti är en tvåvingeart som först beskrevs av Jean-Jacques Kieffer 1925.  Leptoconops bequaerti ingår i släktet Leptoconops och familjen svidknott. Inga underarter finns listade i Catalogue of Life.